# 張承吉
張 承吉（チャン・スンギル、朝鮮語: 장승길、英語: Chang Sung Gil、1948年 - ）は、朝鮮民主主義人民共和国（北朝鮮）の元駐エジプト大使、米国在住の脱北者。
金日成総合大学でアラビア語を学び、1976年から外交部に勤務し、1988年には中東担当5局長、そして大使就任前は外交部副部長兼朝鮮外交協会副会長のポストにあった。1994年7月に大使として赴任していた。張承吉の夫人は北朝鮮の元功勲女優の崔恵玉（チェ・ヘオク）。1997年8月に張承吉夫妻と張承吉の兄張承虎（チャン・スンホ）フランス駐在参事官（経済担当）が米国へ亡命した。米国でスーパーマーケットを経営している。